# Devioeca papuana
Il pigliamosche papua (Devioeca papuana (A. B. Meyer, 1875)), unica specie del genere Devioeca Mathews, 1925, è un uccello della famiglia dei Petroicidi originario della Nuova Guinea.

## Descrizione
Il pigliamosche papua è un uccello di piccole dimensioni (12 cm) molto simile, nell'aspetto e nel comportamento, ai pigliamosche della famiglia dei Muscicapidi. Il piumaggio del petto è giallo brillante, mentre quello del dorso è verde oliva; le zampe sono arancioni. Gli esemplari giovani presentano una colorazione verdognola, con il petto giallo sporco.

## Distribuzione e habitat
Il pigliamosche papua vive nelle foreste pluviali tropicali degli altopiani della Nuova Guinea, tra i 1750 e i 3500 m di quota.